# Teinobasis
Teinobasis är ett släkte av trollsländor. Teinobasis ingår i familjen dammflicksländor.

## Bildgalleri

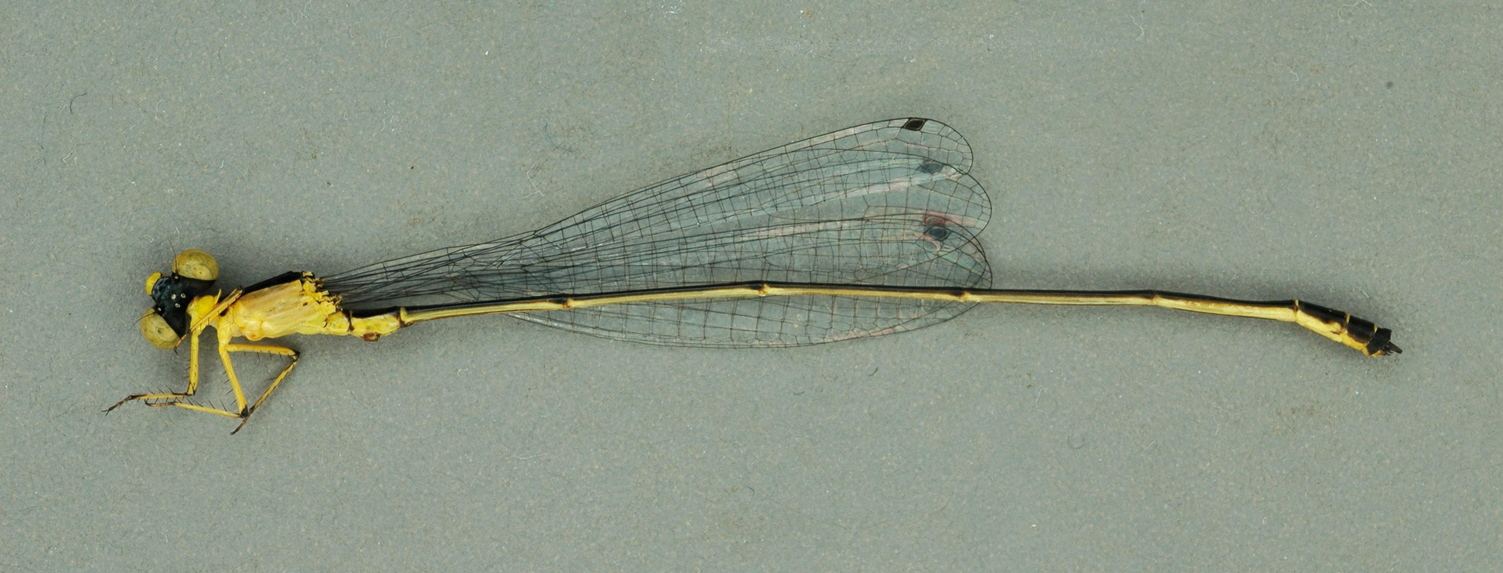

## Dottertaxa tillTeinobasis, i alfabetisk ordning[1]
- Teinobasis aerides
- Teinobasis albula
- Teinobasis alluaudi
- Teinobasis alternans
- Teinobasis aluensis
- Teinobasis annamaijae
- Teinobasis argiocnemis
- Teinobasis ariel
- Teinobasis aurea
- Teinobasis bradleyi
- Teinobasis budeni
- Teinobasis buwaldai
- Teinobasis carolinensis
- Teinobasis chionopleura
- Teinobasis corolla
- Teinobasis debeauforti
- Teinobasis debeauxi
- Teinobasis dolabrata
- Teinobasis dominula
- Teinobasis euglena
- Teinobasis filamentum
- Teinobasis filiformis
- Teinobasis filum
- Teinobasis fortis
- Teinobasis fulgens
- Teinobasis gracillima
- Teinobasis hamalaineni
- Teinobasis helvola
- Teinobasis imitans
- Teinobasis kiautai
- Teinobasis kirbyi
- Teinobasis laglaizei
- Teinobasis laidlawi
- Teinobasis lorquini
- Teinobasis luciae
- Teinobasis malawiensis
- Teinobasis metallica
- Teinobasis micans
- Teinobasis nigra
- Teinobasis nigrolutea
- Teinobasis nitescens
- Teinobasis obtusilingua
- Teinobasis olivacea
- Teinobasis olthofi
- Teinobasis palauensis
- Teinobasis ponapensis
- Teinobasis pretiosa
- Teinobasis prothoracica
- Teinobasis pulverulenta
- Teinobasis rajah
- Teinobasis ranee
- Teinobasis recurva
- Teinobasis rubricauda
- Teinobasis ruficollis
- Teinobasis rufithorax
- Teinobasis samaritis
- Teinobasis scintillans
- Teinobasis serena
- Teinobasis simulans
- Teinobasis stigmatizans
- Teinobasis strigosa
- Teinobasis suavis
- Teinobasis superba
- Teinobasis tenuis
- Teinobasis wallacei